# Kriftel
Kriftel ist eine hessische Gemeinde im Main-Taunus-Kreis. Die Kleingemeinde hat 11.212 Einwohner (31. Dezember 2023) und liegt zentral im südhessischen Rhein-Main-Gebiet, zwischen Frankfurt am Main und Wiesbaden. Die Gemeinde verwendet den Slogan „Obstgarten des Vordertaunus“, da auf den umliegenden Feldern neben Getreide auch Obst angebaut wird, vor allem Erdbeeren und Äpfel.

## Geografie

### Geografische Lage
Kriftel liegt im Main-Taunusvorland zwischen den Großstädten Frankfurt am Main und der Landeshauptstadt Wiesbaden mitten im Main-Taunus-Kreis. Durch Kriftel fließt der Schwarzbach, der zu früheren Zeiten noch Goldbach genannt wurde. Durch zunehmende Verschmutzung der anliegenden Lederfabriken wurde er diesem Namen nicht mehr gerecht, inzwischen hat sich die Situation nach der Schließung der Lederfabriken aber wieder gebessert.
Kriftel grenzt im Nordosten an den Stadtteil Zeilsheim der kreisfreien Stadt Frankfurt am Main, im Südosten an die Stadt Hattersheim am Main, im Süden an die Stadt Flörsheim am Main sowie im Westen an die Stadt Hofheim am Taunus, mit der Kriftel fast eine bauliche Einheit bildet.
Kriftel umfasst nur eine Gemarkung (Gmk.-Nr. 60540).

### Bevölkerungsentwicklung
| Jahr        | Einwohner    | Ereignisse                                |
| ----------- | ------------ | ----------------------------------------- |
| 9.–17. Jhd. | etwa 100–180 |                                           |
| 1648        | etwa 40–60   | Dreißigjähriger Krieg                     |
| 1772        | 00.341       |                                           |
| 1880        | 00.633       |                                           |
| 1910        | 01.556       | Aufschwung der chemischen Industrie       |
| 1914        | 01.956       | Erster Weltkrieg                          |
| 1918        | 01.946       |                                           |
| 1939        | 02.321       | Zweiter Weltkrieg                         |
| 1944        | 02.221       |                                           |
| 1950        | 03.481       | Aufnahme von Evakuierten und Flüchtlingen |
| 1960        | 05.029       | Wirtschaftswunder                         |
| 1977        | 09.000       |                                           |
| 01.05.2003  | 10.577       |                                           |
| 31.12.2004  | 10.625       |                                           |
| 31.12.2005  | 10.643       |                                           |
| 31.12.2006  | 10.527       |                                           |
| 31.01.2011  | 11.114       | mit Hauptwohnsitz gemeldet                |

Bevölkerungsentwicklung Kriftels in den letzten 100 Jahren

Die Bevölkerung Kriftels verteilt sich wie folgt auf die drei Altersgruppen: 0–14 Jahre: 13,8 %, 15–65 Jahre: 67,4 %, über 65 Jahre: 18,8 %. Damit hat Kriftel gemeinsam mit Hattersheim den höchsten Anteil Personen im erwerbsfähigen Alter im Main-Taunus-Kreis. Die Bevölkerungsdichte beträgt innerhalb der Gemarkung 1.646 Einwohner pro Quadratkilometer. Beachtet man jedoch nur die bebauten Gebiete, so ergibt sich eine Dichte von 3.606 Einwohnern pro Quadratkilometer. Da die Neubaugebiete dichter bebaut sind und stetig Baulücken aufgefüllt werden, ist in Zukunft mit einem Steigen der Bevölkerungsdichte zu rechnen.

## Geschichte

### Frühgeschichte
Um 72/73 n. Chr. errichteten die Römer auf einer Anhöhe über Kriftel (heute Hofheimer Gebiet, dort steht nun das Landratsamt des Main-Taunus-Kreises) ein Steinkastell zur Sicherung ihrer Siedlungen. Das Kastell Hofheim stand auch mit einem auf dem Hofheimer Kapellenberg errichteten Wachturm in Sichtkontakt. An der heutigen Gemarkungsgrenze entstand ein Lagerdorf, welches seit der Entdeckung im Jahr 1841 wiederholt Ziel archäologischer Ausgrabungen war.

### Mittelalter
Im Juli 754 übernachtete der Leichenzug des Bonifatius nach Fulda vermutlich einmal am Übergang des Schwarzbachs auf dem Gelände der Ortschaft. Zu Ehren des Missionars wurden mehrere Bonifatiuskapellen errichtet (erstmals 1277 nachweisbar).
Kriftel wurde im Jahr 790 n. Chr. erstmals anlässlich einer Schenkung an das Kloster Fulda urkundlich erwähnt, damals noch unter dem Namen Cruoftera (Schluchtenbach).
In den ältesten erhaltenen Urkunden wurde Kriftel auch häufig als Cruftera oder Cruftero bezeichnet (mittelhochdeutsch Cruft – eingegraben). Bis ins 13. Jahrhundert wandelte sich diese Bezeichnung zu Cruftela beziehungsweise Cruftila, später zu Crüfftel. Ähnlich alt war der Ort Heddingheim auf der Gemarkung des heutigen Kriftel. Heddingheim wurde im 16. Jahrhundert zur Wüstung.
Kriftel stand im 13. Jahrhundert wie die Nachbarstadt Hofheim am Taunus unter dem Einfluss der Herren von Falkenstein. Im 14. Jahrhundert fiel das Dorf an Kurmainz. Von der Zugehörigkeit zu Mainz zeugt heute noch das Mainzer Rad im Wappen der Gemeinde Kriftel. Später wurde das Amt Hofheim, zu dem Kriftel gehörte, an die Grafen von Eppstein verpfändet. Nach deren Aussterben wurden diese von den Grafen zu Stolberg beerbt, die ab 1540 in Kriftel die Reformation einführten. 1559 wurde die Pfandschaft durch das Kurfürstentum Mainz wieder eingelöst. Kriftel fiel an Kurmainz zurück und wurde damit wieder zum katholischen Glauben geführt.

### Neuzeit
Kriftel war von 1588 bis 1630 von Hexenverfolgungen betroffen; mindestens zwei Frauen wurden verbrannt. Die Gemeindevertretung Kriftel hat in der Sitzung am 3. Februar 2016 einen Beschluss zur Rehabilitation der Opfer der Hexenprozesse gefasst.
Der Dreißigjährige Krieg (1618 bis 1648) hinterließ in Kriftel starke Folgen. Dreizehn Höfe der um 1609 noch hier lebenden 44 Familien sowie eine Mühle fielen dem Krieg zum Opfer. Die erste Bonifatiuskapelle wurde während des Krieges ebenfalls zerstört, 1755 jedoch wieder neu aufgebaut. Besonders schwere Spuren hinterließen die Schweden im Jahre 1635, die u. a. den 73-jährigen Krifteler Pfarrer Johann Wagner hängten.
Das Dorf erholte sich trotz hoher Abgaben relativ schnell vom Krieg, wurde am 6. März 1671 allerdings von einem weiteren Unglück getroffen. Von 34 Häusern, die aus Fachwerk bestanden, überstanden nur vier sowie Teile der Kirche einen – durch einen Sturm noch beschleunigten – Brand, der morgens gegen 10 Uhr in der Scheune des Schultheißen (Bürgermeisters) Johann Ohaus ausgebrochen war.
Im Jahre 1792 fielen französische Revolutionssoldaten in die Gegend ein und besetzten die Region zwischen Mainz und Frankfurt.
Anfang des 19. Jahrhunderts zählte Kriftel 628 Einwohner. 1803 wurden die geistlichen Besitzungen aufgelöst. Auch das Erzbistum Mainz verlor große Teile seines Gebietes und Kriftel wurde wie andere rechtsrheinische Gebiete dem neugebildeten Herzogtum Nassau zugeschlagen. Nach Ende des Deutschen Krieges 1866 wurde das Herzogtum Nassau von Preußen annektiert. Kriftel profitierte jedoch von der preußischen Herrschaft dahingehend, dass die Strecke der Main-Lahn-Bahn auch an Kriftel vorbeiführte. Am 15. Oktober 1877 hielt erstmals ein regulärer Zug am Bahnhof des Dorfes. Vor allem diese infrastrukturelle Anbindung sowie der Aufschwung der chemischen Industrie am Main, speziell der Farbwerke Hoechst AG, vorm. Meister Lucius & Brüning, führte zum Beginn des 20. Jahrhunderts zu einem stetigen Bevölkerungszuwachs.

### Jüngere Geschichte
In der Nachkriegszeit ab 1945 bis zur Ölkrise 1973 wuchs Kriftel rasant mit einer durchschnittlichen Jahresrate von 4,5 % von 2.221 Einwohnern auf 8.335 an. Anfangs siedelten sich durch günstiges Bauland und verschiedene Bauprojekte vor allem Angehörige der ehemaligen Hoechst AG in Kriftel an. 1955 wurde die Krifteler Kläranlage eingeweiht, 1960 die ersten Hochhäuser am Berliner Platz gebaut. 1967 wurde die Kreissporthalle und 1968 schließlich der Sportplatz in Kriftel fertiggestellt. Ein Großprojekt der Gemeinde war der 1972 eingeweihte Freizeitpark mit Schwimmbad, der etwa 2 bis 3 % der Fläche Kriftels einnimmt. Die Schwarzbachhallen wurden 1973 eröffnet.

### Der Kampf um die Selbstständigkeit
Im November 1970 legte der hessische Innenminister Johannes Strelitz (SPD) eine Modellrechnung zur Gebietsreform in Hessen im Main-Taunus-Kreis vor. Danach sollte Kriftel Stadtteil von Hofheim werden. Der Krifteler Bürgermeister, Hans-Werner Börs (CDU), lehnte diese Planung in seinem Antwortschreiben klar ab. Am 26. Februar 1971 beschloss der Kreistag mit seiner Mehrheit aus SPD und FDP eine Vorlage, die die Eingemeindung vorsah. Der einstimmige Beschluss der Gemeindevertretung zur Eigenständigkeit im Februar 1971 und eine erneute Resolution der Gemeindevertretung Mitte 1973 führte jedoch weder im Landkreis noch im Land zu einem Umdenken. Mit Schreiben vom 17. Dezember 1973 teilte Innenminister Hanns-Heinz Bielefeld (FDP) der Gemeinde mit, die Eingemeindung durchführen zu wollen. Am 4. Januar 1974 lehnte die Gemeindevertretung die Planung erneut ab. Auch der Magistrat von Hofheim lehnte am 27. Februar 1974 eine zwangsweise Eingemeindung von Kriftel ab. Eine Plakatkampagne mit einem Igel als Symbol des Widerstandes wurde gestartet. Anfang März befragte das Institut für Demoskopie Allensbach 10 % der Bürger und ermittelte, dass 95,2 % der Befragten sich für die Selbstständigkeit aussprachen. Am 17. März 1974 sprachen sich 98,3 % der Wähler in einem Bürgerentscheid für die Selbstständigkeit aus. Am 9. Mai 1974 sprach sich der Landtag in erster Lesung für die Eingemeindung aus, am 12. Juni 1974 der Landtagsausschuss für Verwaltungsreform. Die entscheidende Abstimmung im Landtag fand am 19. Juni 1974 statt. Bereits nachdem das Gesetz zur Neugliederung des Main-Taunus-Kreises aufgerufen war, wurde die Sitzung unterbrochen und in letzter Minute die Eigenständigkeit Kriftels (und Sulzbachs) in das Gesetz übernommen.
1989 überschreitet die Einwohnerzahl erstmals die Marke von 10.000. Kurz darauf, im Jahr 1990, feierte die Gemeinde ihr 1200-jähriges Bestehen.

### B 519 neu
Seit über 40 Jahren gibt es Bestrebungen zum Bau einer Umgehungsstraße im Zuge der Bundesstraße 519, die trennend die zusammengewachsenen Ortslagen von Hofheim und Kriftel durchschneiden würde. Wegen der zu erwartenden Zerschneidung des Randes der Krifteler Ortslage, der Lärmbelastung für die an der Strecke liegenden dicht bebauten Wohngebiete und wegen des enormen Landschaftsverbrauchs haben Anwohner aus Kriftel und Hofheim gegen ein Planfeststellungsverfahren des Regierungspräsidiums Darmstadt mehr als 6.000 Einwendungen erhoben. Der für 2011 vorgesehene Erörterungstermin musste aufgrund dessen bis auf Weiteres ausgesetzt werden.
2018 erklärt der hessische Verkehrsminister Tarek Al-Wazir, dass sich die Trasse zwar weiterhin im Bundesverkehrswegeplan befindet, in dieser Form jedoch niemals gebaut werden wird.

## Politik

### Gemeindevertretung
Die Kommunalwahl am 14. März 2021 lieferte folgendes Ergebnis, in Vergleich gesetzt zu früheren Kommunalwahlen:
| Sitzverteilung in der Gemeindevertretung 2021Insgesamt 31 Sitze - SPD: 4 - Grüne: 7 - FDP: 3 - CDU: 17 | Parteien und Wählergemeinschaften | Parteien und Wählergemeinschaften           | 2021  | 2021  | 2016  | 2016  | 2011  | 2011  | 2006  | 2006  | 2001  | 2001  |
| Sitzverteilung in der Gemeindevertretung 2021Insgesamt 31 Sitze - SPD: 4 - Grüne: 7 - FDP: 3 - CDU: 17 | Parteien und Wählergemeinschaften | Parteien und Wählergemeinschaften           | %     | Sitze | %     | Sitze | %     | Sitze | %     | Sitze | %     | Sitze |
| Sitzverteilung in der Gemeindevertretung 2021Insgesamt 31 Sitze - SPD: 4 - Grüne: 7 - FDP: 3 - CDU: 17 | CDU                               | Christlich Demokratische Union Deutschlands | 53,4  | 17    | 56,4  | 17    | 55,3  | 17    | 53,6  | 16    | 58,4  | 22    |
| Sitzverteilung in der Gemeindevertretung 2021Insgesamt 31 Sitze - SPD: 4 - Grüne: 7 - FDP: 3 - CDU: 17 | Grüne                             | Bündnis 90/Die Grünen                       | 21,7  | 07    | 14,8  | 05    | 21,1  | 06    | 8,7   | 03    | 9,0   | 03    |
| Sitzverteilung in der Gemeindevertretung 2021Insgesamt 31 Sitze - SPD: 4 - Grüne: 7 - FDP: 3 - CDU: 17 | SPD                               | Sozialdemokratische Partei Deutschlands     | 13,9  | 04    | 17,4  | 05    | 18,3  | 06    | 27,8  | 09    | 26,0  | 10    |
| Sitzverteilung in der Gemeindevertretung 2021Insgesamt 31 Sitze - SPD: 4 - Grüne: 7 - FDP: 3 - CDU: 17 | FDP                               | Freie Demokratische Partei                  | 11,1  | 03    | 11,5  | 04    | 5,2   | 02    | 9,9   | 03    | 6,6   | 02    |
| Sitzverteilung in der Gemeindevertretung 2021Insgesamt 31 Sitze - SPD: 4 - Grüne: 7 - FDP: 3 - CDU: 17 | Gesamt                            | Gesamt                                      | 100,0 | 31    | 100,0 | 31    | 100,0 | 31    | 100,0 | 31    | 100,0 | 37    |
| Sitzverteilung in der Gemeindevertretung 2021Insgesamt 31 Sitze - SPD: 4 - Grüne: 7 - FDP: 3 - CDU: 17 | Wahlbeteiligung in %              | Wahlbeteiligung in %                        | 58,9  | 58,9  | 57,0  | 57,0  | 53,9  | 53,9  | 57,6  | 57,6  | 55,8  | 55,8  |

### Bürgermeister

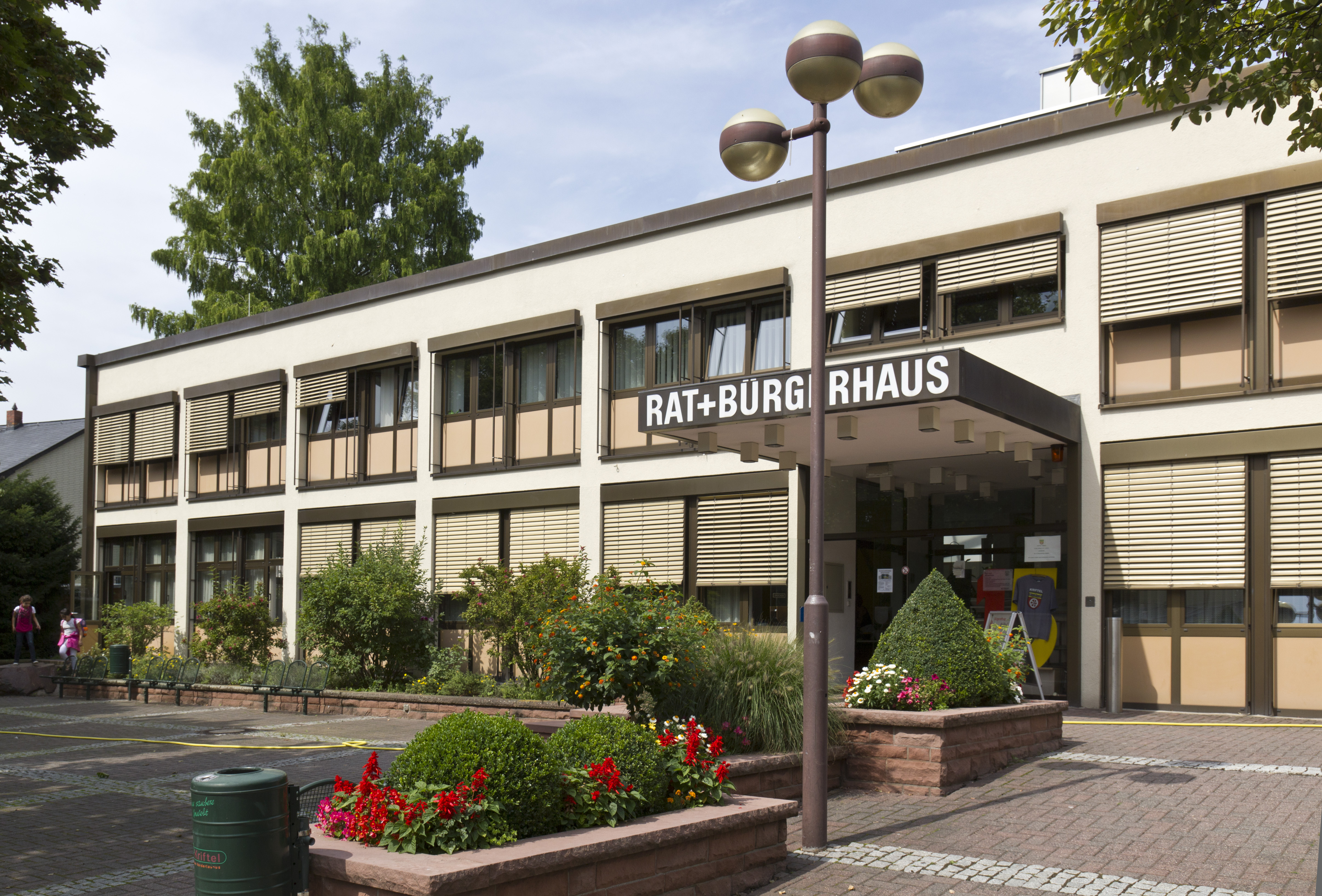
Rat- und Bürgerhaus

Nach der hessischen Kommunalverfassung wird der Bürgermeister für eine sechsjährige Amtszeit gewählt, seit dem Jahr 1993 in einer Direktwahl, und ist Vorsitzender des Gemeindevorstands, dem in der Gemeinde Kriftel neben dem Bürgermeister hauptamtlich ein Erster Beigeordneter und ehrenamtlich neun weitere Beigeordnete angehören. Bürgermeister ist seit dem 1. September 2006 Christian Seitz (CDU). Er wurde als Nachfolger von Paul Dünte (CDU), der nach zwei Amtszeiten nicht wieder kandidiert hatte, am 26. März 2006 bei 57,7 Prozent Wahlbeteiligung mit 60,4 Prozent der Stimmen gewählt. Es folgten drei Wiederwahlen, zuletzt ohne Gegenkandidaten im März 2024.
Amtszeiten der Bürgermeister
- 2006–2030 Christian Seitz (CDU)[12]
- 1994–2006 Paul Dünte (CDU)[15]
- 1970–1992 Hans-Werner Börs (CDU) (1928–1996)[16]
- 1967–1970 Josef Wittwer (CDU) (1930–1970)
- 1949–1967 Georg Richberg (CDU)[17]
- 1945–1946 Willy Wolfermann (CDU) (1898–1973)

### Wappen

Bannerflagge der Gemeinde Kriftel

| Wappen von Kriftel | Blasonierung: „In geteiltem Schild oben ein blauer Wellenbalken in Gold, unten ein silbernes Rad in Rot.“ |
| Wappen von Kriftel | Wappenbegründung: Das Wappen stellt im unteren Teil das Mainzer Rad dar (weißes Wagenrad auf rotem Grund), womit der historische Einfluss der Mainzer Kurfürsten und des Bistums Mainz symbolisiert werden. Im oberen Teil ist der Schwarzbach, der durch Kriftel verläuft, in blau abgebildet. Gold und Blau sind die Farben Nassaus. Das Gemeindewappen wurde am 2. August 1951 durch das hessische Innenministerium verliehen. |

### Gemeindepartnerschaften
Kriftel unterhält eine Partnerschaft zu der Gemeinde Airaines in der nordfranzösischen Picardie. Es werden regelmäßig von der Gemeinde Kriftel Austauschfahrten organisiert. Zu Ehren der Gemeindepartnerschaft wurde der Bahnhofsplatz, an dem sich auch die kostenfreie und von ehrenamtlichen Mitarbeitern getragene Gemeindebücherei befindet, in Platz von Airaines umbenannt.
Seit dem 26. Mai 2018 ist die polnische Kleinstadt Pilawa Gorna ebenfalls Partnerstadt Kriftels und Airaines. An diesem Tag wurden die Partnerschaftsverträge der drei Städte in Pilawa Gorna unterschrieben.

## Kultur und Sehenswürdigkeiten

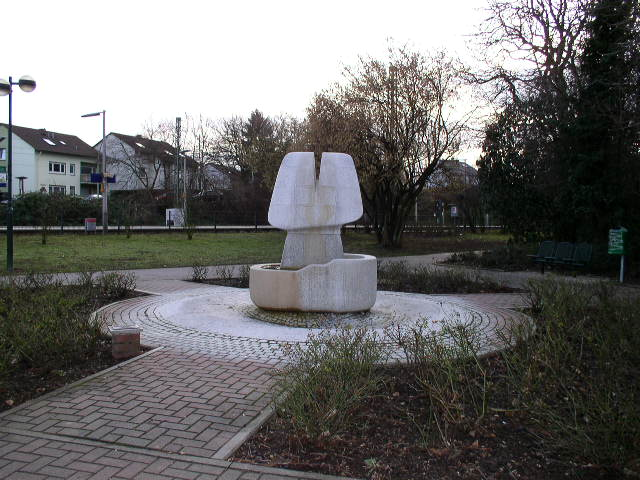
Das Fruchtbarkeitssymbol am Bahnhof in Kriftel (neben dem Platz von Airaines) als „Sinnbild des Lebens“ (gebaut 1991). Von der Krifteler Bevölkerung wird es scherzhaft als „Krifteler Eichel“ bezeichnet.

### Freizeitpark
Die Gemeinde nennt einen Freizeitpark ihr eigen, in dem es neben größeren Grünflächen auch einen Minigolf-Platz, zwei Fußballfelder, einen größeren asphaltierten Platz mit einer Funbox für Inline-Skater und Skateboarder, sowie einen Spielplatz mit Klettergerüst und eine Hangrutsche gibt. Außerdem gibt es im Freizeitpark auch einen Weiher, auf dem im Sommer die Enten schwimmen. Ebenfalls in dem Park findet die alljährliche Kerb statt. Der erste Teil des Parks wurde 1972 eröffnet, im Jahre 1978 folgt eine Erweiterung. 2004 wird eine ehemals landwirtschaftlich genutztes Grundstück in den Freizeitpark integriert und neu gestaltet. Insgesamt wird die Gesamtfläche des Freizeitparks mit ca. 105.000 Quadratmetern angegeben.

### Parkbad
Das Krifteler Freibad, genannt Parkbad, ist in der Region bekannt. Es befindet sich auf dem Gelände des Freizeitparks. Zum Schwimmbad gehören drei Beachvolleyball-Plätze. Das Parkbad wurde im Zeitraum Herbst 2008 bis Frühjahr 2010 umfassend saniert.

### Planetenweg
Beginnend in Kriftel und an der Alten Papierfabrik in Hattersheim-Okriftel endend gibt es einen 1998 eingerichteten Planetenweg im Maßstab 1 zu 1.000.000.000.

### Regelmäßige Veranstaltungen
Die größten Feste der Gemeinde sind das alljährlich stattfindende Lindenblütenfest und die Krifteler Kerb.
Um den Martinstag (11. November) findet ein großer Umzug von der kath. Kirche St. Vitus zur Bonifatiuskapelle statt. Dort wird dann ein großes Martinsfeuer entzündet.
Der Krifteler Adventsmarkt gewinnt jährlich an Größe und Bedeutung.

### Kirchen

#### St. Vitus

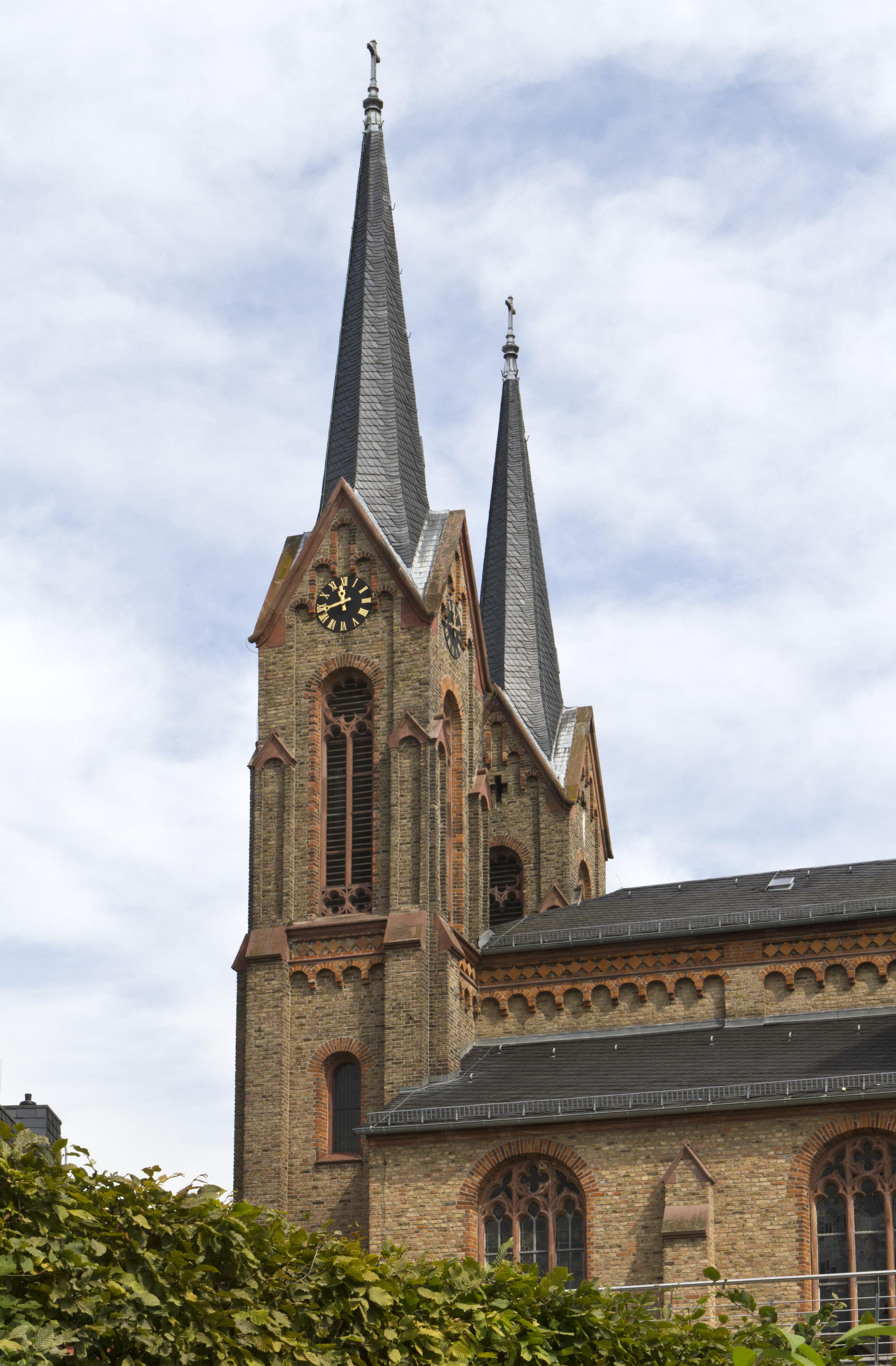
Katholische Kirche St. Vitus

St. Vitus steht auf dem Gelände der ältesten Kirche des Orts. Der Grundstein datiert aus dem Jahr 1008. Beim großen Brand von 1671 wurde die katholische Kirche teilweise beschädigt. Nach der Wiederherrichtung erfolgte jedoch lange Zeit keine Renovierung mehr. Im Zuge des Anstiegs der Bevölkerung und des baulich schlechten Zustands wurde ein größerer Kirchenneubau verwirklicht. Nach Abriss der alten Kirche wurde St. Vitus auf dem gleichen Platz nach einer dreijährigen Bauzeit (1865–1868) 1868 geweiht. St. Vitus ist mit ihren beiden Türmen als einzige Kirche im Main-Taunus-Kreis mit zwei Türmen bekannt. In den 1990er Jahren erfolgte eine Innenrestaurierung. Dabei wurden alte Deckenfresken wieder freigelegt.

#### Auferstehungskirche
Nachdem Kriftel im Jahre 1559 durch das Kurfürstentum Mainz wieder zum katholischen Glauben zurückgeführt worden war, war es jahrhundertelang eine fast ausschließlich katholische Gemeinde. Durch den Zuzug von Heimatvertriebenen und Ausgebombten nach dem Zweiten Weltkrieg stieg die Zahl der evangelischen Christen in Kriftel rasch an. 1951 wurde der Bau einer evangelischen Kirche beschlossen, der Bau erfolgte dann 1952/1953. Die damals noch Gustav-Adolf-Kirche genannte Kirche wurde 1953 eingeweiht. 1970 wurde sie dann in Auferstehungskirche umbenannt.

#### Bonifatiuskapelle
Die zum Angedenken des Missionars erbaute erste Kapelle wurde während des Dreißigjährigen Krieges zerstört. 1755 erfolgte der Wiederaufbau. Jahrhunderte später stand dieser Bau den fortschreitenden Straßenbauten im Weg und wurde 1959 abgerissen. An ihrer Stelle wurde beim Limburger Weg neben der L 3011 ein kleines Denkmal errichtet. Auf einer Anhöhe entstand die heutige und dritte Bonifatiuskapelle. Sie wurde 1958 eingeweiht und 2004 grundlegend renoviert. Die Kapelle ist heute eine der Stationen auf dem Pilgerweg der Bonifatiusroute.

#### Freie evangelische Gemeinde Main-Taunus (Kriftel)
Seit 1985 gibt es in Kriftel die Freie ev. Gemeinde Main-Taunus (FeG), eine christliche Freikirche, die Mitglied im Bund Freier ev. Gemeinden mit Sitz in Witten (Ruhr) ist. Im Jahr 2014 fusionierte sie mit der freien Christusgemeinde aus Hofheim. Sie kommt ohne ein eigenes Gebäude aus und trifft sich sonntags zu Gottesdiensten im Freizeithaus der Weingartenschule oder in Hofheim im Langgewann 6 sowie zu Hauskreisen in den Privathäusern.

#### Kriftel erlebt Kirche
Die drei Krifteler Kirchengemeinden arbeiten auf ökumenischer Basis rege unter dem Motto „Kriftel erlebt Kirche“ zusammen.

### Vereine
Die Gemeinde ist von einer Vielzahl von Freizeitangeboten und Vereinen geprägt. Zu den wichtigsten Vereinen gehören der SV 07 Kriftel, der Reit- und Fahrverein Kriftel von 1932 e. V. sowie die Turn- und Sportgemeinde von 1884 e. V. Kriftel.
Außerdem sind die Krifteler als Feiervolk bekannt. So gibt es jährlich einige große Faschingssitzungen, die vom KKK (Krifteler Karnevals Klub) veranstaltet werden. Die Gemeinde bietet einen Jugendtreff im Freizeithaus der Weingartenschule an. Viele weitere Angebote für Kinder und Jugendliche wie zum Beispiel die Ferienspiele in den Sommerferien oder die Spiele im Park, die zu einem großen Teil ehrenamtlich organisiert werden, stehen zur Verfügung.

## Wirtschaft und Infrastruktur

### Verkehr

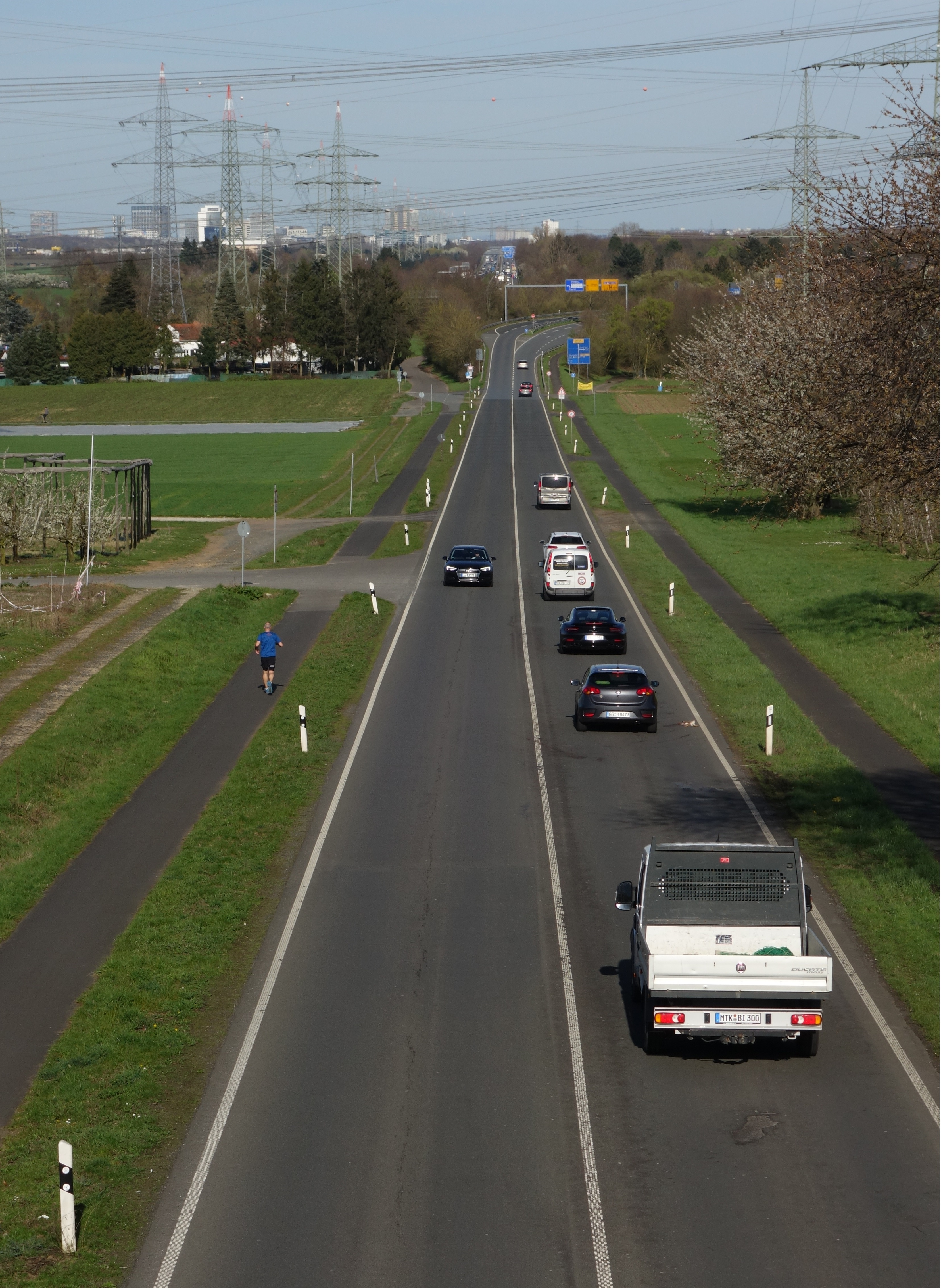
Teil der Landesstraße L 3018 im Verlauf der historischen Elisabethenstraße. Deren Verlängerung gen Horizont ist Teil der A 66.

Kriftel liegt an der Autobahn A 66 und hat mit Frankfurt-Zeilsheim und Hofheim eine gemeinsame Anschlussstelle. Auf dem Gemeindegebiet liegt außerdem das Krifteler Dreieck, das A 66 und B 40 verknüpft.
Die Landesstraße L 3018 verläuft zwischen Hofheim und Zeilsheim auf Krifteler Gemarkung entlang der historischen Elisabethenstraße.

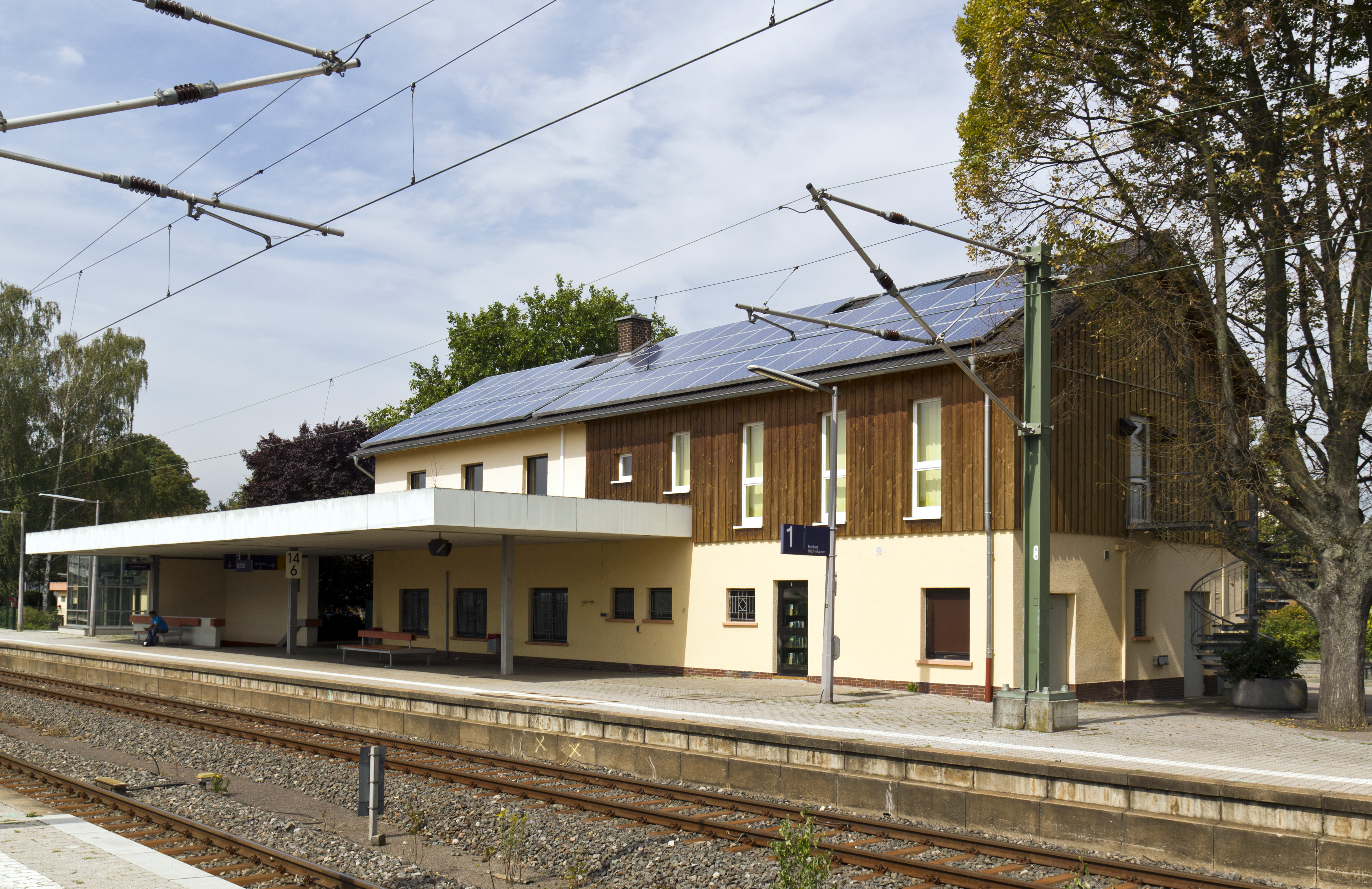
S-Bahnhof in Kriftel

Kriftel besitzt seit 1877 eine Bahnstation an der Main-Lahn-Bahn (Frankfurt am Main–Limburg an der Lahn), die heute von der Linie S 2 der S-Bahn Rhein-Main bedient wird.
| Linie | Verlauf | Takt                    |
| ----- | --- | ----------------------- |
| S2    | Niedernhausen (Taunus) – Niederjosbach – Bremthal – Eppstein – Lorsbach – Hofheim (Taunus) – Kriftel – Frankfurt-Zeilsheim – Frankfurt-Höchst Farbwerke – Frankfurt-Höchst – Frankfurt-Nied – Frankfurt-Griesheim – Frankfurt (Main) Hbf tief – Frankfurt (Main) Taunusanlage – Frankfurt (Main) Hauptwache – Frankfurt (Main) Konstablerwache – Frankfurt (Main) Ostendstraße – Frankfurt (Main) Mühlberg – Offenbach-Kaiserlei – Offenbach Ledermuseum – Offenbach Marktplatz – Offenbach (Main) Ost – Offenbach-Bieber – Heusenstamm – Dietzenbach-Steinberg – Dietzenbach Mitte – Dietzenbach Bhf | 30 min 15 min (zur HVZ) |

Außerdem verkehren Regionalbusse der Main-Taunus-Verkehrsgesellschaft, darunter auch der Schnellbus der Linie X17, der Kriftel mit dem Frankfurter Flughafen verbindet. Die Line 810 führt direkt ins Main-Taunus-Zentrum.
Ebenso können in Kriftel Carsharing-Fahrzeuge gemietet werden. Seit 2018 bietet das Unternehmen Ford Carsharing ein stationsbasiertes Carsharing-Fahrzeug vor dem Bürgeramt an. Seit März 2022 steht auch ein E-Auto der Genossenschaft SolarInvest Main-Taunus eG unter dem Markennamen nahCar - das Nachbarschaftsauto Main-Taunus als stationsbasiertes Carsharing-Fahrzeug zur Verfügung. Ein zweites nahCar-Fahrzeug steht den Bürgerinnen und Bürgern seit Oktober 2023 zur Verfügung.

### Unternehmen
51 % der Arbeitsplätze in Kriftel sind im Bereich der Industrie angesiedelt. Das ist Rekord im Main-Taunus-Kreis. In Kriftel befindet sich der zweitgrößte Produktions-, Forschungs-, Verwaltungs- und Logistik-Standort der Sto-Gruppe. Kriftel ist außerdem Hauptsitz des Gaseherstellers Castolin Eutectic und der A&R Carton GmbH. HP Velotechnik, der europäische Marktführer für Liegeräder, nutzt ebenfalls die Infrastruktur der Krifteler Gewerbegebiete.
Amprion betreibt eine Umspannanlage im Krifteler Läusgrund seit 2004. Die mit 380 Kilovolt über die Freileitungen transportierte Energie wird in der Anlage heruntertransformiert und anschließend über das 110-Kilovolt-Netz regional verteilt. Von 2016 bis 2018 hat Amprion die Anlage um eine Hybridanlage zur Blindleistungskompensation sowie um vier 380-Kilovolt-Schaltfelder, eine Sammelschiene und eine Umgehungsschiene erweitert.

### Einzelhandel
Kriftel verzeichnet eine für eine Gemeinde dieser Größenordnung bemerkenswerte Dichte von großflächigem Einzelhandel. Man findet einen toom-Baumarkt, 2 × Aldi, Lidl, 2 × REWE, das Tropica Gartencenter, Alnatura, 2 × dm, Majo Schuhe, Polo Motorradzubehör und diverse weitere Geschäfte.

### Landwirtschaft
Das herrschende Klima begünstigt den Obstanbau. In Kriftel gibt es mehrere Vollerwerbs-Landwirte, die Obst anbauen. Erdbeeren, Äpfel, Birnen, Kirschen, Himbeeren usw. wachsen auf den umliegenden Feldern und werden in lokalen Hofläden und Straßenständen vermarktet.
Die Raiffeisen Obst- und Warengenossenschaft mit Sitz in Kriftel wurde 2019, 80 Jahre nach ihrer Gründung, zugunsten der Direktvermarktung aufgelöst.

### Bildung

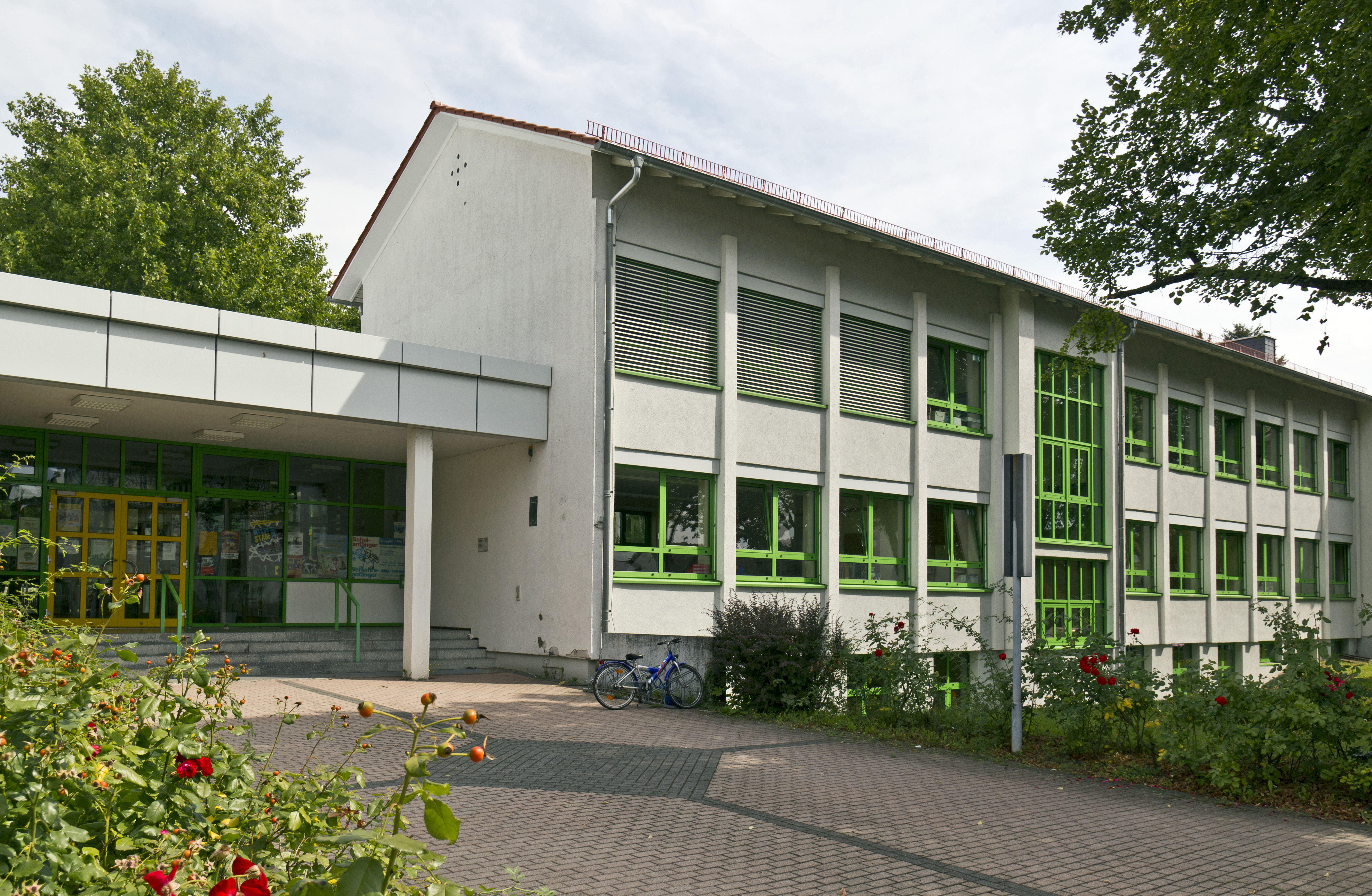
Lindenschule

In Kriftel gibt es drei Schulen: die Lindenschule (Grundschule), die über einen großen Schulhof mit Fußballplatz verfügt; die Weingartenschule (Kooperative Gesamtschule bis zur 10. Klasse), welche sich direkt neben der Lindenschule befindet; und die Konrad-Adenauer-Schule (berufliche Schule).
Im Oktober 2025 soll das neu gebaute Main-Taunus-Hallenbad fertig gestellt sein. Primär soll es für Schulen und Vereine zur Verfügung stehen.

## Persönlichkeiten
- Hans-Werner Börs (1928–1996), Bürgermeister
- Josef Wittwer (1930–1970), Bürgermeister und Landtagsabgeordneter
- Vincenz Fuchs (1938–2001), Fußballspieler
- Winfried Frey (1940–2024), Hochschullehrer und Antisemitismusforscher
- Thilo Götze Regenbogen (1949–2015), Künstler, wirkte bis 2003 in Kriftel
- Klaus Seibel (* 1959), Schriftsteller
- Lutz Wagner (* 1963), ehem. Fußball-Bundesligaschiedsrichter, Koordinator DFB-Schiedsrichterausbildung
- Christian Reitz (* 1987), Sportschütze, Olympiasieger